# Mrtvica (Vladičin Han)
Mrtvica (Servisch: Мртвица) is een plaats in de Servische gemeente Vladičin Han. De plaats telt 380 inwoners (2002).